# Rio Nelson
O Rio Nelson é um rio localizado na província  de Manitoba, no Canadá. Nasce no Lago Winnipeg e desagua na Baía de Hudson. Tem 2575 km de extensão se se contar com o mais longo dos afluentes e 664 km com o nome de rio Nelson, drena uma área de 892 300 km² (sendo 180 000 km² nos Estados Unidos) e o seu nome foi dado pelo explorador inglês Sir Thomas Button em homenagem ao mestre de navio, Robert Nelson, que morreu no local.
Alimentado pelos afluentes do lago Winnipeg, como os rios Saskatchewan, Vermelho do Norte, Assiniboine e Winnipeg, a bacia do rio Nelson e seus afluentes compreende partes de quatro províncias do Canadá (Alberta, Saskatchewan, Manitoba e Ontário) e quatro estados dos Estados Unidos (Montana, Dakota do Norte, Dakota do Sul e Minnesota) e cobre quase 1 milhão de km² de pradarias e floresta boreal. Apesar da sua grande superfície, que é semelhnate à do rio São Lourenço e dos Grandes Lagos, o débito natural do rio Nelson na foz não ultrapassa os 2370 m³/s . Com o seu afluente principal, o rio Saskatchewan, tem um comprimento de quase 2600 km.....